# بايرون ويستون
بايرون ويستون (بالإنجليزية: Byron Weston)‏ هو سياسي أمريكي، ولد في 9 أبريل 1832 في دالتون في الولايات المتحدة، وتوفي بنفس المكان في 8 نوفمبر 1898. حزبياً، نشط في الحزب الجمهوري. وقد انتخب نائب حاكم ماساتشوستس ‏.جاليبوس عملاق جاميكي